# Lutz Wohlrab
Lutz Wohlrab (* 1959 in Greifswald) ist ein deutscher Künstler, Verleger und Psychoanalytiker in eigener Praxis in Berlin.
Wohlrab nahm als Medizinstudent 1985 zum ersten Mal an einem Mail-Art-Projekt teil. Danach initiierte er ein eigenes Mail Art-Projekt Animals – as which do you feel yourself and others?, das aber erst 1990 in Weimar ausgestellt werden konnte. 1986 nahm er am 1. Dezentralen Mail Art Congress im Atelier von Robert Rehfeldt in Berlin-Pankow teil und war dann Organisator des Berliner Teils des 2. Dezentralen Mail Art Congresses 1992 (Post-DDR-Mail-Art-Congress) in Berlin-Prenzlauer Berg. Gemeinsam mit Friedrich Winnes gab er 1994 das Standardwerk Mail Art Szene DDR 1975 bis 1990 heraus. An der Konzeption der Ausstellungen Mail Art Osteuropa – im internationalen Netzwerk im Staatlichen Museum Schwerin 1996 und … keine Kunst? Mail Art-Projekte im Museum für Post und Kommunikation Berlin 1997 arbeitete er mit. Beteiligt war er ferner an der Ausstellung Mail Art Saarland – DDR: Schmuggelgut oder Kassiber?, die 2000 in der Saarländischen Universitäts- und Landesbibliothek Saarbrücken und 2001 in der Universitätsbibliothek Leipzig gezeigt wurde. Es erschien ein Katalog.
2005 initiierte er eine Umfrage zur Bedeutung von Ray Johnson für die Mail Art, danach folgte A Mail Art Project to Sigmund Freuds 150th Anniversary, das 2006 in der Kunstbibliothek der Staatlichen Museen Berlin ausgestellt wurde.
2007 begann er ein internationales Mail Artisten-Lexikon ins Internet zu stellen. Es folgten aber auch analoge Mail-Art-Projekte. Im Prenzlauer Berg-Museum, Berlin wurde 2009 das Projekt 20 Years since the Fall of the Wall ausgestellt, das er zusammen mit Uwe Warnke organisierte. 2013 zeigte die Akademie der Künste, Berlin das Projekt Academy/Akademie, das er zusammen mit Klaus Staeck entwickelte.
Aus seiner Sammlung wurde 2019 die Ausstellung Joseph Beuys und die Mail-Art-Szene der DDR vom Museum Schloss Moyland zusammengestellt, dazu erschien ein Katalog. In erweiterter Form wurde das Material 2021 unter dem Titel OST/WEST – Alternativen: Joseph Beuys und die Performance- und Mail-Art-Szene in der DDR im Museum FLUXUS+ in Potsdam gezeigt und das Museum FLUXUS+ veröffentlichte auf YouTube seinen Vortrag.

## Werke
- Suizid und Parasuizid im Stadt- und Landkreis Greifswald von 1976 bis 1982 unter besonderer Berücksichtigung der Alterssuizidalität. Greifswald, Univ., Diss., 1992 (d-nb.info).
- mit Robert Conrad und Martin Bernhardt: Zerfall & Abriß/Greifswald in den 80er Jahren. Eigenverlag Berlin 1996, ISBN 978-3-9814296-4-0
- Postkunst. Wohlrab Verlag, Berlin 2019, ISBN 978-3-9814296-9-5
- (Vorwort zu): Ruth Wolf-Rehfeldt – Schrift Stücke. Typewritings und Gedichte. Wohlrab Verlag, Berlin 2016, ISBN 978-3-9814296-7-1

Herausgeberschaften:
- mit Friedrich Winnes (Hrsg.): Mail Art Szene DDR 1975 bis 1990. Haude & Spener Berlin 1994, ISBN 3-7759-0390-9
- Oskar Manigk: In Paris kann ich nicht malen. Gerhard Wolf/janus press, Berlin 1996, ISBN 3-928942-33-6
- Filme auf der Couch – Psychoanalytische Interpretationen. Psychosozial-Verlag, Gießen 2006, ISBN 3-89806-450-6
- Robert Rehfeldt – Kunst im Kontakt. Berlin 2009, ISBN 978-3-9814296-0-2